# 천안성정초등학교

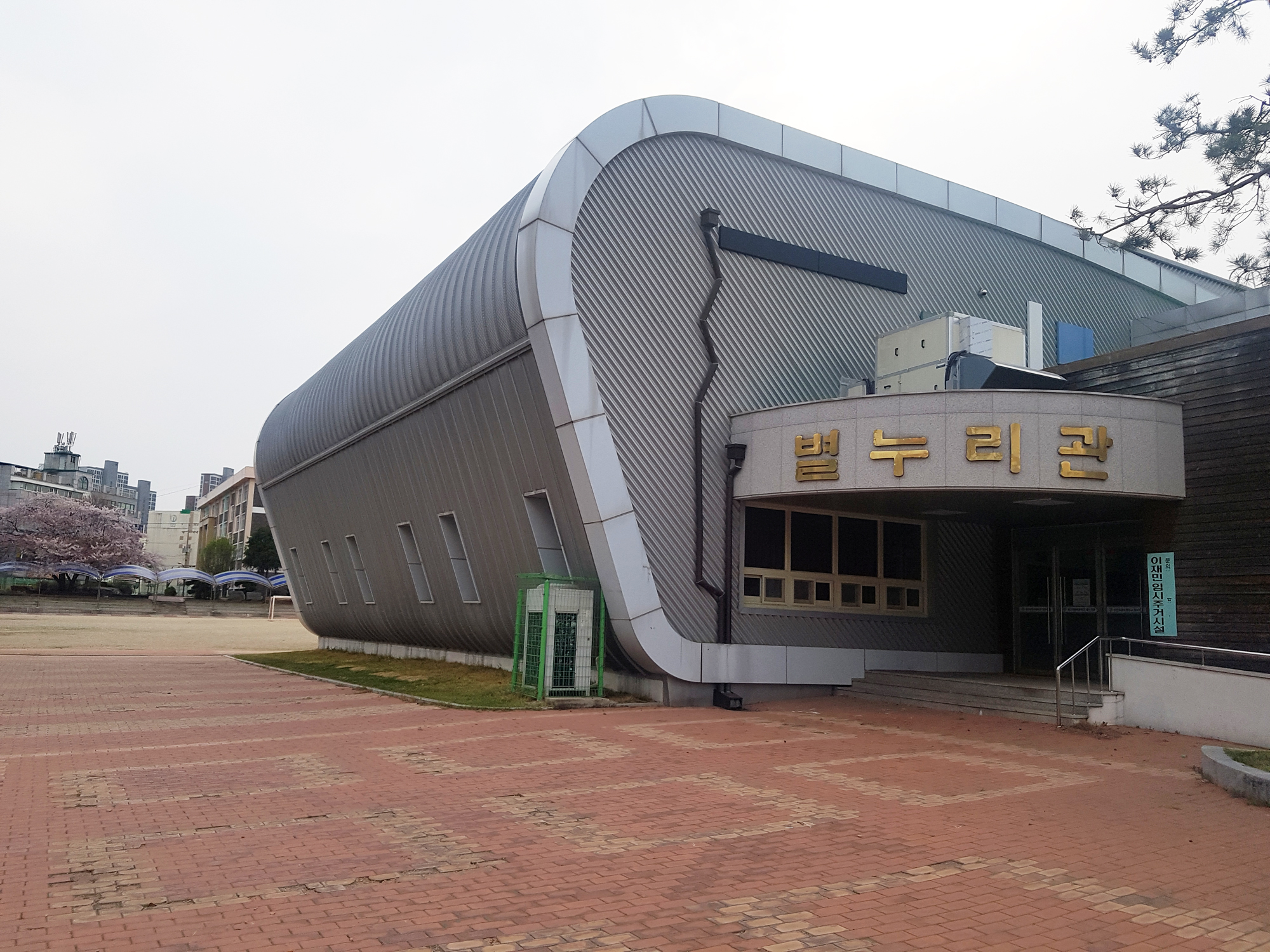
천안성정초등학교 강당- 별누리관

천안성정초등학교는 대한민국 충청남도 천안시 서북구에 있는 공립 초등학교이다.

## 학교 연혁
- 1959년 4월 1일: 개교
- 1982년 3월 1일: 병설유치원 개원
- 1989년 3월 1일: 핸드볼부 창단
- 2010년 10월 21일: 남자핸드볼부 창단
- 2018년 2월 9일: 제59회 졸업
- 2018년 3월 1일: 21학급(특수 3학급) 편성
- 2020년 3월 1일: 17학급(특수 3학급) 편성

## 참고 자료
- 천안성정초등학교 - 한국교육학술정보원 학교알리미